# Famille Pasqualigo
 (juillet 2024).
Pour l’article homonyme, voir Luigi Pasqualigo.
La famille Pasqualigo est une famille patricienne de Venise d'origine crétoise. Depuis, ses sujets se sont distingués, soit dans le Sénat et les ambassades, soit dans les armes et dans la conduite des armées.

## Historique
Les Pasqualigo sont originaires de Candie et fut ramenée par la flotte de Domenico Michele, à l'issue d'une guerre en Palestine à l'instance du Pape Calixte II. Le premier des Pasqualigo est en effet Stefano Pasqualigo, chevalier crétois ayant participé à la Première croisade qui arriva à Venise à la suite de Domenico Michele puis devint membre du Maggior Consiglio de Venise en 1119 et souscrit au Privilège de la Communauté de Bari en 1122. Stefano aurait épousé la fille d'un doge et ses descendants habitaient le Sestier de San Marco (Venise).
À la clôture du Maggior Consiglio, une partie des Pasqualigo demeura exclu, mais fut réintégrée après la guerre de Gènes grâce aux exploits de Marco, fils de Lorenzo.
Une branche de la famille, descendante de Domenico Pasqualigo (oncle par alliance du doge Pietro Lando), se déplaça durant le XVe siècle dans le sud de l'Italie à Bari, Palerme et en Calabre. Ils changèrent leur patronyme en Pasqualino et furent patriciens de Bari et barons de la Rocchetta.

## Armes

Armes des Pasqualigo.

Les armes de la famille Pasqualigo sont d'azur à trois bandes d'or.

## Personnalités
- Ovio Pasqualigo, de la contrée de San Zulian repartit, en 1222 avec la seconde colonie de nobles, habiter en Candie.
- Piero, sénateur et en 1240 Capitaine des Armes publiques dans les Guerres de Zara, fut un des 41 électeurs du Doge Marino Morosini en 1249.
- Luigi Pasqualigo (1536-1576), militaire, écrivain et dramaturge vénitien.
- Nicolò Pasqualigo (1770-1821), amiral austro-hongrois.
- Maria Pasqualigo, dogaresse en tant qu'épouse du doge Pietro Lando (1462-1545).

## Demeures

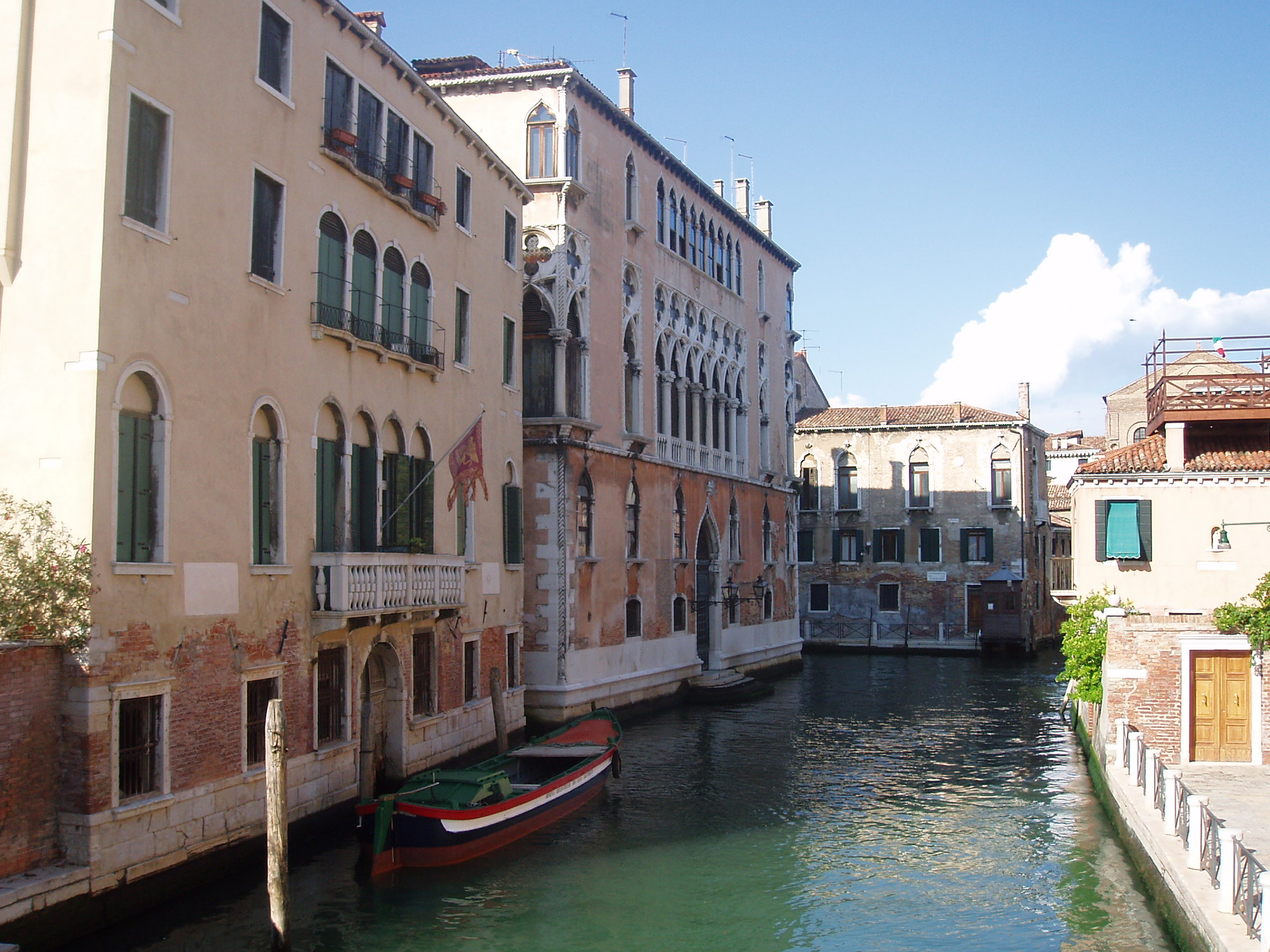
Palais Pasqualigo Giovanelli sur le rio de Noal

- Palais Pasqualigo (Cannaregio)
- Palais Pasqualigo Giovannelli
- Palais Pasqualigo (Castello)